# Нижнеатаманское
Нижнеатаманское — село в Старооскольском городском округе Белгородской области, входящее в состав Сорокинской сельской территории. Расстояние до Старого Оскола составляет около 12 км.

## История
Упоминается в документах за 1615 год как Первая Атаманская — деревня в устье реки Чуфичка, в которой живут станичные атаманы.
Нижне-Атаманское – однодворческое поселение XVII века. К концу XVII века Оскольский уезд делится уже на восемь станов. Деревня Нижне-Атаманское входит в Чуфичевский стан. 
В августе 1659 года крымский хан вторгся в пределы Оскольского края, были разорены поселения Чуфичевского стана Нижне-Атаманское и Нижне-Чуфичево.
В конце XVIII и начале XIX столетия происходят территориальные изменения в уезде. Уже в 1892 году в связи с большим приростом населения в уезде стало 18 волостей и Нижне-Атаманская относилась к Долгополянской волости. К этому времени Нижне-Атаманское – поселение при реке Оскол, имело 70 дворов, 544 жителя, хлебозапасный магазин, при поселении два выселка – Табачок и Рощупкин – 5 дворов и 39 жителей.
С июля 1928 года деревня Нижне-Атаманское - в Нижне-Чуфичевском сельсовете Старооскольского района.
В 1952 году произошли административно-территориальные изменения. Нижне-Атаманское вошло в состав Сорокинского сельского Совета. В 1954 году, согласно Указу Президиума Верховного Совета СССР образована Белгородская область, частью которой стало Нижне-Атаманское.
В 1995 году в Нижнеатаманском насчитывалось 77 жителей.

## Население
| 2002 | 2010 |
| ---- | ---- |
| 125  | ↗156 |